# Boxe aux Jeux méditerranéens de 2022 - Poids lourds hommes
L'épreuve masculine de boxe des poids lourds (-91 kg) des Jeux méditerranéens de 2022 de Oran se déroule au centre EMEC Expositions Palace Hall du 26 juin au 1er juillet 2022.

## Format de la compétition
Comme tous les événements des Jeux méditerranéens, la compétition de boxe consiste en un tournoi à élimination directe. Dans cette catégorie de poids lourds, cet événement va regrouper 9 boxeurs qui sont qualifiés pour la compétition. Un certain nombre de boxeurs (7 dans se cas précis) reçoivent un laissez-passer pour le tour préliminaire et se qualifient directement pour les quarts de finale. Les deux perdants des demi-finales obtiennent chacun une médaille de bronze, sans disputer de match pour la troisième place.
Tous les combats se composent de trois périodes de trois minutes où les boxeurs obtiennent des points pour chaque coup de poing porté à la tête ou sur le haut du corps de leur adversaire. Le boxeur avec le plus de points comptabilisés à la fin des périodes se qualifie. Si un boxeur se retrouve au sol et ne peut pas se lever avant que l'arbitre compte jusqu'à 10, le combat est terminé et l'adversaire est déclaré gagnant.

## Programme
Le programme présenté au 1er juin 2021 est :
|  | Tours préliminaires |  | Quart de finale |  | Demi-finale |  | Finale |

| Sports                               | Sports | Sports | Jour de compétition (juin / juillet) | Jour de compétition (juin / juillet) | Jour de compétition (juin / juillet) | Jour de compétition (juin / juillet) | Jour de compétition (juin / juillet) | Jour de compétition (juin / juillet) | Jour de compétition (juin / juillet) | Jour de compétition (juin / juillet) | Jour de compétition (juin / juillet) | Jour de compétition (juin / juillet) | Jour de compétition (juin / juillet) | Jour de compétition (juin / juillet) | Jour de compétition (juin / juillet) |
| Sports                               | Sports | Sports | 24                                   | 25                                   | 26                                   | 27                                   | 28                                   | 29                                   | 30                                   | 1                                    | 2                                    | 3                                    | 4                                    | 5                                    | 6                                    |
| ------------------------------------ | ------ | ------ | ------------------------------------ | ------------------------------------ | ------------------------------------ | ------------------------------------ | ------------------------------------ | ------------------------------------ | ------------------------------------ | ------------------------------------ | ------------------------------------ | ------------------------------------ | ------------------------------------ | ------------------------------------ | ------------------------------------ |
| Boxe                                 | Boxe   |        |                                      |                                      | 8e                                   |                                      | ¼                                    |                                      | ½                                    | F                                    |                                      |                                      |                                      |                                      |                                      |
|                                      |        |        | 24                                   | 25                                   | 26                                   | 27                                   | 28                                   | 29                                   | 30                                   | 1                                    | 2                                    | 3                                    | 4                                    | 5                                    | 6                                    |
| Jour de compétition (juin / juillet) |        |        |                                      |                                      |                                      |                                      |                                      |                                      |                                      |                                      |                                      |                                      |                                      |                                      |                                      |

## Horaires
Les temps sont donnés selon l'heure locale d’Algérie (UTC)
| Date                      | Temps         | Série               |
| ------------------------- | ------------- | ------------------- |
| Vendredi 26 juin 2022     | 19:34         | Huitièmes de finale |
| Mardi 28 juin 2022        | 19:08 - 19:58 | Quarts de finale    |
| Vendredi 30 juin 2022     | 21:20 - 21:35 | Demi-Finales        |
| Vendredi 1er juillet 2022 | 21:21         | Finale              |

## Médaillés
| Or                    | Argent          | Bronze                           |
| Aziz Abbes Mouhiidine | Moh Said Hamani | Soheb Bouafia Vagkan Nanitzanian |

## Résultats

### Phase finale
|  | Demi-finales          | Demi-finales          |                 |   | Finale | Finale |
|  |                       |                       |                 |   |        |        |
|  |                       |                       |                 |   |        |        |
|  |                       |                       |                 |   |        |        |
|  | Vagkan Nanitzanian    | 0                     |                 |   |        |        |
|  | Vagkan Nanitzanian    | 0                     |                 |   |        |        |
|  | Aziz Abbes Mouhiidine | 3                     |                 |   |        |        |
|  | Aziz Abbes Mouhiidine | 3                     | Moh Said Hamani | 0 |        |        |
|  |                       |                       | Moh Said Hamani | 0 |        |        |
|  |                       | Aziz Abbes Mouhiidine | 3               |   |        |        |
|  | Soheb Bouafia         | Aziz Abbes Mouhiidine | 3               | 0 |        |        |
|  | Soheb Bouafia         |                       |                 | 0 |        |        |
|  | Moh Said Hamani       | 3                     |                 |   |        |        |
|  | Moh Said Hamani       | 3                     |                 |   |        |        |

### Premiers tours

#### Première partie
|  | Huitièmes de finale | Huitièmes de finale | Huitièmes de finale |  |  | Quarts de finale      | Quarts de finale      | Quarts de finale      |   |                    | Demi-finales       | Demi-finales    | Demi-finales |  |  | Finale | Finale | Finale |
|  |                     |                     |                     |  |  |                       |                       |                       |   |                    |                    |                 |              |  |  |        |        |        |
|  |                     |                     |                     |  |  |                       |                       |                       |   |                    |                    |                 |              |  |  |        |        |        |
|  |                     |                     |                     |  |  | Džemal Bošnjak        | Džemal Bošnjak        | 0                     |   |                    |                    |                 |              |  |  |        |        |        |
|  | Burak Aksın         | Burak Aksın         | 0                   |  |  | Soheb Bouafia         | Soheb Bouafia         | 2                     |   |                    |                    |                 |              |  |  |        |        |        |
|  | Soheb Bouafia       | Soheb Bouafia       | 3                   |  |  |                       |                       |                       |   | Soheb Bouafia      | Soheb Bouafia      | 0               |              |  |  |        |        |        |
|  |                     |                     |                     |  |  |                       | Moh Said Hamani       | Moh Said Hamani       | 3 |                    |                    |                 |              |  |  |        |        |        |
|  |                     |                     |                     |  |  | Moh Said Hamani       | Moh Said Hamani       | 2                     |   |                    |                    |                 |              |  |  |        |        |        |
|  |                     |                     |                     |  |  | Alaa Eldin Ghousoon   | Alaa Eldin Ghousoon   | 1                     |   |                    |                    |                 |              |  |  |        |        |        |
|  |                     |                     |                     |  |  |                       |                       |                       |   |                    | Moh Said Hamani    | Moh Said Hamani | 0            |  |  |        |        |        |
|  |                     |                     |                     |  |  |                       | Aziz Abbes Mouhiidine | Aziz Abbes Mouhiidine | 3 |                    |                    |                 |              |  |  |        |        |        |
|  |                     |                     |                     |  |  | Mohamed Ibrahim       | Mohamed Ibrahim       | 0                     |   |                    |                    |                 |              |  |  |        |        |        |
|  |                     |                     |                     |  |  | Vagkan Nanitzanian    | Vagkan Nanitzanian    | 3                     |   |                    |                    |                 |              |  |  |        |        |        |
|  |                     |                     |                     |  |  |                       |                       |                       |   | Vagkan Nanitzanian | Vagkan Nanitzanian | 0               |              |  |  |        |        |        |
|  |                     |                     |                     |  |  |                       | Aziz Abbes Mouhiidine | Aziz Abbes Mouhiidine | 3 |                    |                    |                 |              |  |  |        |        |        |
|  |                     |                     |                     |  |  | Enmanuel Reyes        | Enmanuel Reyes        | 0                     |   |                    |                    |                 |              |  |  |        |        |        |
|  |                     |                     |                     |  |  | Aziz Abbes Mouhiidine | Aziz Abbes Mouhiidine | 3                     |   |                    |                    |                 |              |  |  |        |        |        |
|  |                     |                     |                     |  |  |                       |                       |                       |   |                    |                    |                 |              |  |  |        |        |        |